# Rezolucja Rady Bezpieczeństwa ONZ nr 66
Rezolucja Rady Bezpieczeństwa ONZ nr 66 została uchwalona 29 grudnia 1948 w trakcie 396 sesji Rady Bezpieczeństwa ONZ.
Rada Bezpieczeństwa po rozpatrzeniu sprawozdania Mediatora Organizacji Narodów Zjednoczonych w sprawie wznowienia działań wojennych w Palestynie w dniu 22 grudnia 1948, wezwała zainteresowane rządy:
1. aby natychmiast ogłosiły zawieszenie broni;
2. aby natychmiast wprowadziły w życie postanowienia Rezolucji Rady Bezpieczeństwa ONZ nr 61 z dnia 4 listopada 1948 i zalecenia wydane przez Mediatora ONZ;
3. umożliwiły i ułatwiły obserwatorom ONZ sprawowanie pełnej kontroli rozejmu.

Rada Bezpieczeństwa zobowiązała komisję powołaną 4 listopada 1948, aby rozpatrzyła sytuację w południowej Palestynie zgodnie z postanowieniami Rezolucji RB nr 61 i Rezolucji RB nr 62, i przedstawiła sprawozdanie Radzie. Rezolucja zapraszała Kubę i Norwegię aby 1 stycznia 1949 zastąpiły w składzie komisji dwóch członków odchodzących na emeryturę (Belgia i Kolumbia).
Rezolucja wyrażała nadzieję, że członkowie powołanej przez Zgromadzenie Ogólne ONZ w dniu 11 grudnia 1948 Komisji Pojednawczej, wyznaczą swoich przedstawicieli i z jak najmniejszym opóźnieniem utworzą Komisję.
Rezolucja została przyjęta ośmioma głosami, przy wstrzymaniu się od głosu Ukraińskiej Socjalistycznej Republiki Radzieckiej, ZSRR i Stanów Zjednoczonych.